# Sergio Godoy
Sergio Daniel Godoy Senteno (* 7. Juli 1988) ist ein argentinischer Straßenradrennfahrer.
Sergio Godoy wurde 2010 argentinischer Meister im Einzelzeitfahren der U23-Klasse und fuhr für die spanische Mannschaft Seguros Bilbao. Im nächsten Jahr wurde er Dritter der Gesamtwertung bei der Vuelta Ciclista de Chile. Nachdem dem Sieger Marco Arriagada der Sieg aberkannt wurde, rückte Godoy auf Rang zwei vor. Außerdem gewann er 2011 den Prolog und eine weitere Etappe bei der Vuelta a Mendoza. Im nächsten Jahr konnte er das Einzelzeitfahren der Vuelta Ciclista de Chille für sich entscheiden und er gewann erneut eine Etappe der Vuelta a Mendoza. 2013 fäfuhrhrt Godoy für das argentinische Continental Team San Luis Somos Todos und gewann er eine Etappe sowie die Gesamtwertung bei der Vuelta a San Rafael, den Clasica 1° de Mayo Argentina Salta und das Mannschaftszeitfahren bei der Vuelta a Bolivia. Außerdem wurde er argentinischer Vizemeister im Zeitfahren hinter seinem Teamkollegen Leandro Messineo.

## Erfolge
2010
- Argentinischer Meister – Einzelzeitfahren (U23)

2012
- eine Etappe Vuelta Ciclista de Chile

2013
- Mannschaftszeitfahren Vuelta a Bolivia

## Teams
- 2013 San Luis Somos Todos
- 2015 San Luis Somos Todos
- 2016 San Luis Somos Todos